# Мишнев, Станислав Михайлович
Станислав Михайлович Мишнев (1948—2020) — русский советский писатель, прозаик, публицист, краевед и фольклорист. Член Союза писателей России. Лауреат Международной премии «Филантроп» за 2008 год в номинации «Проза» и других Всероссийских литературных премий.

## Биография
Родился 24 июня 1948 года в деревне Ярыгино, Тарногского района Вологодской области.
После обучения в Велико-Устюгском сельскохозяйственном техникуме работал механиком, бригадиром и заведующим мастерскими. После окончания Вологодского молочного института работал в должностях инженера техники безопасности и экономиста.
Член Союза писателей России с 2008 года, член Вологодской писательской организации Союза писателей России и один из создателей литературного объединения «Родники» в Вологодской области. Первый  рассказ Мишнева «На сенокосе» был выпущен в газете «Ленинец». В 1990 году вышла первая книга Мишнева — «Яшкино просветление». С 1998 года начал выпускать сборники рассказов и повестей в том числе такие как: «Последний мужик» (1998), «Пятая липа» и «Персть земная» (2005), «Вот так и живём» (2008),  «Пасынки» (2011), «Тень деревни» (2014), «Из разного теста» (2005), «Ангелы всегда босые» (2012), «Рассказы старого поселенца» (2017). В 2013 году из под пера Мишнева вышел словарь «Тарногский говор», где им были собраны и систематизированы забытые слова и выражения употребляемые в разговорной речи жителей тарногской земли, этот труд вызвал особый интерес в литературном сообществе вологодской земли и в России. Произведения Мишнева печатались и публиковались в таких газетах, журналах и литературно-публицистических сборниках как: «Слово», «Роман-газета»,  «Красный Север», «Наш современник», «Север» и  «Воин России».

«Мир моих сочинений, это северная русская деревня. Вырос я в деревне и хорошо познал колхозную жизнь; работал механиком, инженером, секретарем парторганизации, трактористом, комбайнером, бригадиром; подобно сотням оказавшихся не у дел специалистов, «дотягивал» стаж кочегаром на ферме. Видел расцвет колхозной жизни и агонию колхозного строя. «Застал» в 50 − 60 г.г. советское крепостное право, знаю, как ходят с обыском и изымают незаконно заготовленный корм для своей скотины; по рассказам старших, и немного сам, ведаю беспаспортное послевоенное «лихо» − как жили и трудились колхозники. Роман «Пасынки» − это период жизни нашего «медвежьего угла» от коллективизации до «могучих ельцинских подвижек»— Станислав Мишнев
Скончался 19 апреля 2020 года в Вологде.

## Оценки творчества
По словам критика, д.ф.н., профессора Л. Г. Яцкевич: «Писатель Станислав Мишнев — достойный продолжатель традиций Василия Шукшина и Василия Белова в русской литературе,  с художественной проницательностью он воссоздает в произведениях духовную брань в душах своих героев – крестьян, раскрывает их мудрость или безумие в трудных, нередко очень тяжёлых, ситуациях, которыми так насыщена жизнь русской деревни...Тяжело читать рассказы С. Мишнева, но в них нет либерального презрения к русской судьбе, а есть ясный взгляд на то, как было и есть на самом деле».

Мишнев — писатель самостоятельный, со своим опытом и стилем. Подкупают размеренность и основательность его слога, живой язык, умение строить диалоги. Темы его рассказов вечные, как сама жизнь. Любовь, блаженство, горе, смерть, снова любовь — что может быть на этой земле проще и величественней? В писательском портфеле Станислава Мишнёва есть и рассказы «из прошлого», и современные зарисовки, сделанные неспешно, но с потаенным волнением. Тут и житейские истории, и любовные треугольники... Хотя в большинстве своем они похожи на этюды к главной картине... Они представляют собой сплетение изящных новелл о нашей нынешней деревне, о том, что в ней творится, точнее, о том, что происходит в крестьянской душе на вершине очередного великого перелома...В новых книгах и рассказах Станислава Мишнева окончательно свершился переход от изображения автором социального времени к переосмыслению его же, но с метафизических позиций...— Виктор Баранов

## Награды
- Трижды лауреат Всероссийской литературной премии имени В. М. Шукшина «Светлые души»[7].
- Международная премия «Филантроп» за 2008 год в номинации «Проза»[8]
- Всероссийский литературный конкурс современной прозы имени В. И. Белова «Всё впереди»